# Fort Boyard (francuski program telewizyjny)
Fort Boyard – francuski program telewizyjny rozgrywany na terenie fortu o tej samej nazwie, położonego na zachodnim wybrzeżu Francji.
Pierwsza edycja programu powstała we Francji w roku 1990. We Francji program jest emitowany na kanale France 2 (kanał macierzysty) oraz TV5 Monde (kolejne sezony emitowane są z rocznym opóźnieniem). Na fali jego popularności powstało wiele innych lokalnych edycji (wszystkie nagrywane były na terenie Fortu Boyard).

## Postacie
- Ojciec Fouras – sędziwy starzec (początkowo jeden z producentów programów w przebraniu, później specjalnie ucharakteryzowany stały członek ekipy) – poprawne rozwiązanie jego zagadki może dać zawodnikom kolejny klucz bądź wskazówkę,
- Passe-Partout, Passe-Temps, Passe-Muraille – karły, które grają rolę przewodników prowadzących zawodników od jednej celi fortu do kolejnej,
- La Boule – tęgi człowiek, który swym gongiem oznajmia rozpoczęcie pierwszego etapu, prowadzi także więźniów do więzienia, a w późniejszych sezonach także nim zarządza,
- Felindra – opiekunka tygrysów strzegących skarbca, jej zadaniem jest weryfikacja podanego przez zawodników w finale hasła, a także podanie właściwego hasła w wypadku nieodgadnięcia go przez graczy,
- Rada – grupa tajemniczych mieszkańców fortu, ukrywających swą tożsamość pod tygrysimi maskami.
- Lis – w późniejszych odcinkach Paulina Passe-Partout-żona Passe-Partout. Kierowca pływającego Poldolisa – rozwozi uczestników do domu razem z La Boule.

## Muzyka
Główne motywy muzyczne wraz z utworem otwierającym odcinek skomponował Francuz Paul Koulak.

## Prowadzący
Program jest prowadzony przez Oliviera Minne, który dawniej był uczestnikiem teleturnieju (od 2003). Wcześniej był prowadzony przez: Patrice'a Laffonta (1990–1999), Jeana-Pierre'a Castaldi (2000–2002). Również było kilka współprowadzących kobiet: Marie Talon (1990), Sofie Davant (1990–1991), Valerie Pascal (1992), Cendrine Dominguez (1993–2002), Sarah Lelouch (2003–2005) i Anne-Gaelle Riccio (2006-2011).

## Zasady gry
W programie bierze udział grupa sześciu osób (początkowo trzy kobiety i trzech mężczyzn, później dowolna kombinacja). W pierwszych sezonach francuskiej wersji programu była to po prostu grupa znajomych, jednak w dalszych sezonach były nimi znane postacie ze świata mediów i telewizji, tworzące połowę zespołu oraz grupa trzech ochotników. W najnowszych sezonach są to już tylko i wyłącznie znane osoby grające na rzecz wybranej organizacji charytatywnej.
Gra składa się z trzech etapów (w 1990 roku dwóch, w latach 1991–2002 trzech, a w latach 2003–2006 czterech).

## Zasady gry (1990 rok)

### Etap 1 – zdobywanie kluczy
Etap ten trwał początkowo 50 minut, a począwszy od 10 odcinka – 60 minut. Gra rozpoczynała się od uderzenia w gong Passe-Partout. W Etapie tym wykonywano 18 zadań o charakterze siłowym, zręcznościowym i logicznym w których można było zdobyć od 1 do 18 kluczy. Większość spośród zadań wówczas wykonywanych już nie istnieje. Zadania wykonywane były w komnatach, służących dawniej żołnierzom Fortu jako schronienie. Czas na wykonanie zadania był odmierzany przez klepsydrę z niebieskim płynem i wynosił w zależności od zadania 2 min, 2,5 min lub 3 min. Pozostali zawodnicy obserwowali zmagania uczestnika na ekranie telewizora, ale nie wolno im było podpowiadać ani mówić, ile zostało czasu. Jeżeli zawodnik nie opuścił komnaty przed upływem czasu, stawał się więźniem Fortu Boyard i był zamykany w komnacie przez Passe-Partout. W przypadku gdy któryś z zawodników został więźniem, można było go uwolnić, poprawnie odpowiadając na zagadkę Ojca Fourasa.

### Etap 2 – Skarbiec (Finał)
Po zakończeniu etapu 1 zawodnicy zbierali się pod bramą prowadzącą do skarbca. Następnie zawodnicy wchodzili przez dziurę w podłodze do podmokłych podziemi skąd docierali do kraty prowadzącej do skarbca (Chyba że zdobyli 18 kluczy wtedy wchodzili do skarbca przez drzwi). Finał rozpoczynał się bezpośrednio po skończeniu się czasu etapu 1 o czym świadczył gong Passe-Partout. Zawodnicy mieli 2 minuty na finał. Otwierali kratę i wchodzili do Skarbca gdzie znajdowało się 18 skrytek. Można było je otworzyć za pomocą zdobytych wcześniej kluczy. W skrytkach znajdowały się kawałki metalu stylizowane na złote monety tzw. Boyardy. Zadaniem uczestników było zebranie ich najwięcej. Uczestnicy nie mogli zbierać złota "na raty" ponieważ zewnętrzna cześć bramy była zamknięta. 20 sekund przed końcem brama wewnętrzna zaczynała się zamykać. Uczestnicy musieli jak najszybciej opuścić skarbiec. Gdy brama wewnętrzna się zamknie, Prowadzący program otworzą uczestnikom bramę zewnętrzną skarbca.

## Zasady gry (od 1991 roku)

### Etap 1 – zdobywanie kluczy
Celem pierwszego etapu jest zdobycie siedmiu kluczy otwierających wejście do skarbca. Klucze zdobywane są poprzez uczestnictwo zawodników w konkurencjach o charakterze siłowym, zręcznościowym i logicznym rozmieszczonych w komnatach fortu (w rzeczywistości "komnaty", w których odbywają się zadania nie miały charakteru więziennego, były to kwatery przeznaczone dla żołnierzy, którzy mieli zamieszkiwać fort).
Alternatywnie klucz może zostać zdobyty poprzez udzielenie poprawnej odpowiedzi na zagadkę zadaną przez Ojca Fouras (po drugiej i czwartej konkurencji o charakterze fizycznym). W wypadku udzielenia błędnej odpowiedzi od 2006 roku nie ma alternatywnej możliwości jego zdobycia. Do 2003 roku klucz zrzucany był z wieży zamieszkanej przez Ojca wprost do morza, skąd żeby go zdobyć, jeden z zawodników musiał go wyłowić. W sezonie z roku 2004 i 2005 tymczasowo zastąpiono pływanie wspinaczką po siatce prowadzącej do wieży Ojca Fouras.
Zadania w pierwszym etapie ograniczone są czasowo (czas odmierzają klepsydry wypełnione niebieskim płynem). Jeżeli zawodnik nie opuści celi w wyznaczonym czasie (niezależnie, czy zdobył klucz czy nie), staje się więźniem i zostaje zamknięty w piwnicy Fortu Boyard. Dodatkowo etap pierwszy jest ograniczony czasowo (od 65 minut (w 1991 roku) do 85 minut (1997–2002), a od 2003 roku 45 minut). Jeżeli nie uda się zdobyć siedmiu kluczy w wyznaczonym czasie, do 2003 roku drużyna odchodziła z programu, wygrywając nagrodę pocieszenia, od 2003 do 2005 roku wybrani zawodnicy musieli także stać się więźniami, aby otrzymać od La Boule'a brakujące klucze. Od 2007 roku więźniów może być maksymalnie trzech.

### Etap 2 – Spotkanie z Radą (w oryginale "Nocna Przygoda")
Do 2003 roku etap 2 nie istniał, w 1991 i 1997 roku więźniowie byli uwalniani automatycznie, w latach 1992–1996, jeżeli wybiorą poprawnie tego szczura (spośród dwóch: czarnego i białego), który pierwszy znajdzie wyjście z labiryntu, a w latach 1998–2002, jeśli poświęcą wcześniej zdobyty klucz.
Etap ten jest rozgrywany wieczorem lub w nocy. Celem drugiego etapu jest dotarcie do Rady, która może zadecydować o uwolnieniu więźniów bądź wydłużeniu czasu przeznaczonego na wynoszenie Boyardów w finale.
Etap ten był wielokrotnie modyfikowany. Początkowo zawodnicy od razu stawali przed Radą, później jednak wprowadzono kilka utrudnień:
- sezon z roku 2004 – gracze muszą przez losowo ustalaną ilość czasu utrzymywać zawieszony w powietrzu pojemnik zawierający kryształ, w pewnym momencie pręt utrzymujący pojemnik opada i jeżeli zawodnicy nie upuszczą pojemnika, mogą wyjąć kryształ stanowiący przepustkę do sali obrad Rady,
- sezon z roku 2005 – zawodnicy otrzymują mapę fortu z oznaczonymi lokacjami, w których należy spodziewać się klucza, po odnalezieniu właściwej celi należy przenieść jakiś masywny obiekt (kotwica, wielkie koło zębate itp.) na dziedziniec fortu celem otwarcia skrzyni zawierającej kryształ,
- sezon z roku 2006 – jeden z zawodników, nurkując, musi odnaleźć trzy sterty kamieni, pod każdą z nich znajduje się tabliczka z wyrytą liczbą stanowiąca fragment kodu do skrzyni zawierającej kryształ.

Po dostaniu się do sali obrad Rady, zawodnicy muszą zmierzyć się z przedstawicielem Rady, grając z nimi w tradycyjne francuskie gry (np.: domino, gwoździe, bierki, pamięć itd.). Daje to możliwość uwolnienia więźniów bądź zyskania dodatkowego czasu na wynoszenie Boyardów w finale, o ile w etapie pierwszym nie było żadnych więźniów (w sezonie z roku 2005 i 2006 nawet jeżeli w etapie pierwszym ktoś został uwięziony i udało się go uwolnić, można grać o dodatkowy czas). Od 2007 roku ten etap nie istnieje, a więźniowie są uwalniani automatycznie.

### Etap 3 – zdobywanie wskazówek
Celem trzeciego etapu jest zdobycie jak największej ilości wskazówek, tak aby na ich podstawie udało się odgadnąć hasło stanowiące ostatnie zabezpieczenie skarbca. Wskazówki zdobywa się w zadaniach podobnych do tych, w jakich zdobywano klucze w pierwszym etapie, choć zadania są bardziej "ekstremalne" – jak bungee jumping czy spacer po płonącym moście.
Dodatkową wskazówkę można zdobyć, odgadując słowo, jakie miał na myśli Ojciec Fouras, podając jego trzy zagmatwane definicje.
Etap drugi ograniczony jest czasowo (do 2002 roku czas był na 2 etapy, od 2003 roku 20 minut). Ostatnie 3 minuty zarezerwowane są na finał.

## Strój karłów
(Passe-Partout (od 1990 roku), Passe-Temps (od 1992 roku), Passe-Murraile (1998–2007).
- 1990 – kamizelka podróżnika.
- 1991-1995 – biała koszula w czarne paski.
- 1996-2002 – strój marynarza.
- 2003-2007 – trzy paski na koszuli. (Passe-Partout: niebieska koszula, białe paski, Passe-Temps: biała koszula, niebieskie paski)
- od 2008 – koszulka z kwadratem i napisem "Boyard" w środku.

## Lista niektórych zadań w Fort Boyard
| - Pomidor (2003- ) - Zamieniacz (1998–2002) - Alchemistyka (1990–1995) - Drzewo Kluczowe (1990–1991) - Azyl (2001–2006) - Równowaga (1995) - Garłacz (1998) - Przeciąganie liny (1992-1993) - Sala tortur (1990–1994) - Kocioł (2003) - Balony (1990–1991) - Sieć afrykańska (1990–1991) - Plac budowy (2002-2003) - Beczka (2002-) - Podwójny gzyms (2005) - Sztylety (1996-1999) - Piła (1999-2000) - Noria (2003-2005) - Szalupa ratunkowa (1997) - Szuflady (2000-2002) - Baryłka (2005) - Skrzynka z prochem (1992-1995) - Parkiet (1990–1994) - Głowa w wodzie (1993-1996) - Śliska ściana (1990-1997) (2003-2005) - Piekielna maszyna (1994) - Bryła lodu (1997) - Morskie nogi (1997) - Wentylator (1995-1999) - Układanie hasła (1993–1996) - Noszenie wody (1999–2005) - Kabiny prysznicowe (2006) - Spichlerz z ziarnem (1997-1999) - Łożysko kulkowe (1993–1997) - Kula do morza (2007) - Kret (1999–2003) - Zapasy w błocie (1990-1999) (2001-2006) - Kula na pokładzie (1992–1994) - Nowoczesne czasy (1990–1993) - Podwójny gzyms (2005) - Kompas (1995–1996) - Węgierska huśtawka (1996-2000) - Strzelanie z łuku (1991–1993) - Kręgielnia (1990–1994) - Kabestan (1994–2007) - Muzeum horrorów (1990) - Kobieta bez głowy (1995) - Klatka Tygrysów (1997) - Kaptur (1992–1995) - Marchew (1998–1999) - Puzzle (1990–1992) | - La Cage (2014) |

## Zasady i czas gry w poszczególnych sezonach
| Sezon | Klucze     | Etap 1                            | Etap 2                            | Uwalnianie więźniów | Czas na finał                                                | Brak kluczy                      |
| ----- | ---------- | --------------------------------- | --------------------------------- | ------------------- | ------------------------------------------------------------ | -------------------------------- |
| 1990  | od 1 do 18 | początkowo 50 min, później 60 min | początkowo 50 min, później 60 min | Ojciec Fouras       | powyżej 2 min                                                | Przejście przez zalane podziemia |
| 1991  | 7          | 65 min (70 min noc)               | 65 min (70 min noc)               | Automatycznie       | 3 min                                                        | Koniec gry                       |
| 1992  | 7          | 70 min                            | 70 min                            | Ratman              | 3 min                                                        | Koniec gry                       |
| 1993  | 7          | 75 min                            | 75 min                            | Ratman              | 3 min                                                        | Koniec gry                       |
| 1994  | 7          | 75 min                            | 75 min                            | Ratman              | 3 min                                                        | Koniec gry                       |
| 1995  | 7          | 80 min                            | 80 min                            | Ratman              | 1 min 30 s + 25 s                                            | Koniec gry                       |
| 1996  | 7          | 80 min (85 min noc)               | 80 min (85 min noc)               | Ratman              | 1 min 30 s + 25 s                                            | Koniec gry                       |
| 1997  | 7          | 85 min                            | 85 min                            | Automatycznie       | 1 min 30 s + 25 s                                            | Koniec gry                       |
| 1998  | 7          | 85 min                            | 85 min                            | Ofiarny klucz       | 1 min 30 s + 25 s                                            | Koniec gry                       |
| 1999  | 7          | 85 min                            | 85 min                            | Ofiarny klucz       | 1 min 30 s + 25 s                                            | Koniec gry                       |
| 2000  | 7          | 85 min                            | 85 min                            | Ofiarny klucz       | 1 min 30 s + 25 s                                            | Koniec gry                       |
| 2001  | 7          | 85 min                            | 85 min                            | Ofiarny klucz       | 1 min 40 s + 35 s                                            | Koniec gry                       |
| 2002  | 7          | 85 min                            | 85 min                            | Ofiarny klucz       | 1 min 40 s + 35 s                                            | Koniec gry                       |
| 2003  | 7          | 45 min                            | 20 min                            | Rada                | 3 min + 0 s/15 s/30 s/60 s (w zależności od liczby więźniów) | Więzienie                        |
| 2004  | 7          | 45 min                            | 20 min                            | Rada                | 3 min + 10 s                                                 | Więzienie                        |
| 2005  | 7          | 45 min                            | 20 min                            | Rada                | 3 min + 20 s                                                 | Więzienie                        |
| 2006  | od 5 do 7  | 45 min                            | 20 min                            | Rada                | 3 min + 15 s                                                 | Wysokość Bramy                   |
| 2007  | od 5 do 7  | 45 min                            | 20 min                            | Automatycznie       | 3 min + 15 s                                                 | Wysokość Bramy                   |
| 2008  | od 5 do 7  | 45 min                            | 20 min                            | Automatycznie       | 3 min + 15 s                                                 | Wysokość Bramy                   |